# Tabanus variventris
Tabanus variventris är en tvåvingeart som beskrevs av Macquart 1847. Tabanus variventris ingår i släktet Tabanus och familjen bromsar. Inga underarter finns listade i Catalogue of Life.